# Seirei Tsukai no Blade Dance
Seirei Tsukai no Blade Dance (精霊使いの剣舞, Seirei Tsukai no Bureidodansu, litt. « La "Blade Dance" des Élementalistes des Esprits ») , également connue sous le nom Blade Dance of Elementalers, est une série de light novel japonais écrits par Yū Shimizu et illustrée par Hanpen Sakura (volumes 1-14), Yuuji Nimura (volumes 14-16) et Kohada Shimesada (volumes 17-20). Une adaptation manga illustrée par Hyōju Issei est prépubliée du 27 juin 2012 au 27 janvier 2017 dans la revue Monthly Comic Alive de Media Factory, puis assemblée en six volumes reliés. Le premier volume paraît le 23 février 2013. Une adaptation de la série télévisée animée par TNK est diffusée du 14 juillet au 29 septembre 2014. Crunchyroll possède les droits de diffusion pour la France jusqu'en 2017. Le dernier volume du light novel paraît le 25 mars 2019.

## Synopsis
L'histoire se déroule dans un monde où les jeunes filles pures ont le privilège de passer des contrats avec des esprits, disposant de grands pouvoirs magiques. Ces jeunes filles, issues de familles nobles, étudient à l'Académie des Esprits Areishia, une école spécialisée où elles sont formées pour devenir élémentalistes.
Cependant, l'arrivée d'un adolescent nommé Kamito Kazehaya vient bouleverser la vie à l'Académie, après qu'il a reçu une invitation à la rejoindre de la part de la directrice, Greyworth Ciel. Mais en chemin, il se perd dans la forêt des esprits, où il tombe sur une fille nommée Claire Rouge en train de se purifier dans un lac. Kamito découvre alors qu'elle souhaite passer un contrat avec un puissant esprit d'épée scellé dans un temple à proximité. Il l'accompagne afin qu'elle puisse le guider hors de la forêt une fois qu'elle aura atteint son objectif. Quand Claire tente de passer un contrat avec l'esprit de l'épée scellée, elle en perd le contrôle et il s'apprête à attaquer Claire. Afin de lui sauver la vie et au grand dam de Claire, Kamito signe lui-même un contrat avec l'esprit de l'épée, faisant de lui le seul élémentaliste masculin au monde – il devient également le deuxième élémentaliste masculin en 1000 ans. Ignorant le fait qu'il lui a sauvé la vie, elle l'accuse d'avoir volé son esprit et insiste pour qu'il expie ses fautes en devenant son esprit serviteur.

## Personnages

### Team Scarlet
Kamito Kazehaya (カゼハヤ・カミト, Kazehaya Kamito)
Voix japonaise : Makoto Furukawa (en) 
Le seul élémentaliste masculin connu au monde. Il forme un contrat incomplet avec l'esprit de l'épée scellée, Est, en répondant à une convocation de la directrice de l'Académie des Esprits Areishia.
Avant d'être convoqué à l'Académie, il a été élevé en tant qu'assassin d'élite au sein de l'École Institutionnelle. Il y a été conditionné à devenir une coquille sans émotion, afin de faire de lui un outil plus contrôlable – et jetable. Cependant, sa vie a changé après avoir sa rencontre avec son esprit, Restia. Elle lui a fait découvrir le monde extérieur et, ce faisant, a ravivé en lui ses émotions. L'École Institutionnelle a été attaquée et détruite par un esprit de feu rampant, ce qui a permis à Kamito de s'échapper, avec l'artefact scellé, un anneau spécial qui appartenait au premier « Roi Démon », emprisonnant Restia. Par la suite, il a rencontré Greyworth.
Trois ans auparavant, Kamito a participé à la Blade Dance, déguisé en fille sous le nom de Ren Ashbell, et a remporté le titre de Meilleure Blade Dancer. Il avait les cheveux longs à l'époque et une tenue trompeuse sur ses origines. Comme Ren Ashbell est un modèle pour de nombreuses jeunes filles de l'Académie, Kamito essaie d'éviter d'utiliser ses techniques connues, pour ne pas révéler que leur idole est en réalité un garçon, généralement sans succès. Ses tentatives de subterfuge sont facilitées par le fait que, en tant que Ren, il a manié Restia – une épée noire – avec sa main gauche –désormais recouverte d'un gant –, et qu'il brandit Est – une épée blanche – avec sa main droite.
La vie de Kamito à l'Académie est éprouvante pour lui, à cause des sentiments des jeunes filles à son égard, associés à des rumeurs et des idées fausses à son sujet très exagérées. Ainsi, Kamito devient connu comme le « roi démon de la nuit » – et finalement de la lumière du jour et du midi. L'ironie de la situation est que, si Kamito avait réellement fait ne serait-ce qu'une fraction des actes pervers dont il est accusé, ni lui ni les filles qu'il a « souillé » ne seraient assez purs pour utiliser leurs esprits. Malgré cette incohérence, les rumeurs à son sujet sont considérées comme des faits par de nombreuses agences de renseignement, dont la Duchesse de Dracunia, qui a d'abord voulu le castrer pour protéger les jeunes filles innocentes, avant de changer d'avis et de tenter de le séduire, avec l'espoir que les enfants résultants hériteraient de ses capacités.
Claire Rouge (クレア・ルージュ, Kurea Rūju)
Voix japonaise : Ibuki Kido (en) 
Claire est la fille cadette du duc Elstein. Elle a hérité des cheveux et des yeux rouge feu de la famille Elstein, ainsi que de son aptitude à la magie du feu. Les Elstein étaient de hauts nobles, ayant servi la famille royale pendant des générations depuis la fondation de l'empire d'Ordesian. Quatre ans plus tôt, sa sœur aînée, Rubia, la Reine au service du Seigneur Elémentaire de Feu, a arraché l'esprit de flamme le plus puissant, Laevateinn, et a disparu. Outragé par cette trahison, le Seigneur Elémentaire de Feu a incendié des parties de l'Empire et n'a pas permis à d'autres feux que ceux des Esprits des Flammes d'exister dans l'Empire. L'année suivante, la Blade Dance de Ren Ashbell a suffisamment apaisé la colère du Seigneur du Feu pour qu'il arrête de brûler l'Empire au hasard. À la suite de cet incident, le duché d'Elstein et la fortune ont été saisis et le duc et sa femme ont été emprisonnés dans la prison de Balsas. Bien que Claire n'ait pas été envoyée en prison, la famille impériale a exigé le retour de Scarlet, son esprit élémentaire. Cependant, Greyworth a intercédé en son nom, affirmant que Claire deviendrait une excellente élémentaliste à son académie.
Après que Claire a accepté l'offre de Greyworth, elle a laissé tomber le nom d'Elstein et fréquente l'Académie des Esprits Areishia sous le pseudonyme de Claire Rouge. Au départ, une enfant douce et timide, Claire s'est renforcée dans le but gagner la Blade Dance et de découvrir les raisons des actions de sa sœur. En raison de son ostracisation au nom qu'elle est la sœur de la « Calamity Queen », elle n'a guère confiance qu'en Scarlet. Claire a étudié intensément pour devenir l'une des meilleures élèves de l'école et une stratège compétente. Son symbole de contrat avec Scarlet, situé sur le dos de sa main droite, ressemble à une masse de flammes tourbillonnantes blanches et rouges.
Bien qu'elle traite Kamito comme son « esprit esclave », comme une punition pour avoir signé un contrat avec Est à sa place, elle semble aimer les livres où le personnage masculin asservit la protagoniste féminine et rêve même d'être l'esclave de Kamito. Comme beaucoup d'autres jeunes filles, elle a été inspirée par laBlade Dance de Ren Ashbell trois ans plus tôt. Elle soupçonne Kamito d'être Ren Ashbell après l'avoir vu se battre en utilisant les mêmes mouvements que Ren et l'avoir vu se travestir pendant la Blade Dance actuelle.
Ellis Fahrengart (エリス・ファーレンガルト, Erisu Fārengaruto)
Voix japonaise : Shizuka Ishigami (en) 
Une fille du duc Fahrengart, le chef de la famille militante Fahrengart. Elle a passé un contrat avec Simurgh, un esprit du vent qui apparaît comme un grand faucon. Son symbole de contrat, situé sur le dos de sa main droite, ressemble à une tornade vue du dessus en blanc et vert. Le duc Fahrengart, le père d'Ellis, veut qu'elle épouse Kamito et ait des enfants. Ellis a également une sœur adoptive aînée de deux ans, Velsaria Eva Fahrengart.
Ellis est également le capitaine des Sylphides, un groupe d'étudiants qui aident à protéger l'Académie, à faire respecter la discipline et la morale, à gérer les esprits sauvages et les portes astrales récemment ouvertes dans la forêt. Bien qu'initialement véhémente à l'égard de la présence de Kamito à l'Académie – le seul autre élémentaliste masculin connu étant le roi démon –, elle s'attendrit progressivement et tombe amoureuse de lui. Ellis a une personnalité stricte et ferme, mais a le cœur d'une jeune fille innocente dont ses amis proches et camarades des Sylphides profitent : on lui a déjà fait croire que l'uniforme était remplacé par des tenues risquées. On ignore si elle avait un souhait spécifique pour la Blade Dance, bien qu'elle soit peut-être entrée pour sauver sa sœur Velsaria ainsi que pour honorer sa famille et son pays.
Après avoir vu Kamito se battre à de nombreuses reprises, elle se doute de la similitude de son style de combat avec celui de Ren Ashbell, mais est dupée par un article énumérant les « préférences » supposées d'Ashbell qui sont différentes des siennes car il a donné de vagues réponses oui / non à l'époque pour éviter que sa voix ne craque. Dans le volume 13, elle reçoit un gros coup de boost à son pouvoir divin et à sa capacité de récupération après avoir embrassé Kamito sur les lèvres. Le coup de pouce était assez puissant pour guérir plusieurs jours de blessures en une journée et a suffisamment élargi Sigmurgh pour lui permettre de transporter deux personnes au lieu d'une seule.
Rinslet Laurenfrost (リンスレット・ローレンフロスト, Rinsuretto Rōrenfurosuto)
Voix japonaise : Kana Yūki (en) 
Elle est l'une des filles de la famille Laurenfrost. Bien qu'il s'agisse d'une famille importante, son rang était légèrement inférieur à celui des Elstein avant leur chute. La personnalité de Rinslet est celle d'une crâneuse, qui bénéficie du feu des projecteurs lorsque le hasard le permet, mais pas au détriment de son devoir. Malgré cela, c'est toujours une fille timide qui cache son inquiétude pour les autres. Contrairement à beaucoup, elle n'a jamais traité Claire différemment de l'époque où elles étaient amis depuis que Rubia est devenue la Calamity Queen. Elle a été choisie par l'esprit gardien de Laurenfrost Fenrir pour être son partenaire. En raison de son contrat avec lui, elle est très douée pour la magie de la glace et devient une tireuse d'élite accomplie lorsqu'il prend sa forme d'arc. Comme les autres, elle a le cœur d'une jeune fille innocente et tombe profondément amoureuse de Kamito. De plus, comme les autres, cela ne l'empêche pas de frapper fort avec la magie et de le tenir complètement en faute si elle le surprend dans une situation embarrassante avec une autre fille. Elle est une experte en matière domestique car sa femme de chambre Carol est peu compétente en tant que femme de chambre Laurenfrost, sauf pour être mignonne – et capable de tromper Rinslet facilement.
Rinslet entre dans la Blade Dance avec le souhait que le Seigneur de l'Eau pardonne à sa sœur Judia et brise la malédiction de glace éternelle qui lui a été infligée pour son erreur lors d'une danse kagura dédiée au seigneur de l'eau. Semblable à Ellis, elle obtient un boost à son pouvoir divin après avoir embrassé Kamito dans le volume 13. Sa position au sein de l'équipe est celle de Sniper / Support car ses attaques magiques de glace et à l'arc sont les mieux adaptées pour les combats à moyenne / longue portée tout en étant extrêmement désavantageuses à courte distance de mêlée. Le symbole du contrat, situé sur le dos de sa main droite, ressemble à un flocon de neige complexe blanc et bleu avec deux côtés coupés par le bord du symbole. En essayant de sauver un esprit après la Blade Dance, elle obtient un autre symbole de contrat sur le dos de sa main gauche qui ressemble à une rose de glace blanche et bleue.
Fianna Ray Ordesia (フィアナ・レイ・オルデシア, Fiana Rei Orudeshia)
Voix japonaise : Saori Ōnishi (en) 
Elle est la deuxième princesse de l'Empire d'Ordesian et le partenaire choisi par l'esprit gardien de la famille, Georgios. Son symbole de contrat est de couleur blanc et or et est situé juste au-dessus de son décolleté. On découvre plus tard qu'elle gonflait sa poitrine à l'aide de serviettes et de la pierre de sang familiale qu'elle a volée. Fianna a une personnalité joueuse, avec un sens de l'humour osé qui lui a valu le surnom de « Princesse Perverse ». Elle sait que Kamito est Ren Ashbell, car trois ans auparavant il l'a sauvée d'un esprit sauvage en maniant Restia. Elle a alors exigé son vrai nom et a promis de le revoir. Lorsqu'elle s'inscrit à l'Académie, Greyworth demande à l'équipe de Kamito d'agir en tant que garde du corps de Fianna. Kamito ne la reconnaît pas au début, en raison du traumatisme et de la magie de Restia obscurcissant ses souvenirs à l'époque de son souhait.
Fianna a été élevée comme une potentielle reine typique, entraînée à l'isolement, mais elle n'a pas été en mesure de convoquer Georgios depuis que Rubia a utilisé le Laevatein qu'elle a volé pour vaincre Georgios en une seule frappe. En conséquence, elle a été isolée en tant que la « Reine perdue », pratiquement reniée et traitée durement non seulement par sa famille, mais aussi par les serviteurs de la famille et d'autres nobles, particulièrement aux yeux de son frère aîné de deux ans, Arneus Ray Ordesia, qu'elle considère cruel et inapte à être le prochain empereur, ainsi que ses partisans. Comme beaucoup d'autres filles de sa génération, voir la Blade Dance de Ren Ashbell trois ans plus tôt lui a donné la force de continuer. Greyworth et quelques autres enseignants savent qu'elle a « triché » à son examen d'entrée, en utilisant des pierres éclair – des pierres magiques contenant un esprit que tout le monde peut utiliser mais coûteuse et à un usage unique – et qu'elle est inapte en tant qu'élémentaliste, mais la directrice lui a permis de s'inscrire malgré tout, en espérant qu'elle pourra retrouver ses capacités.
Fianna rejoint l'équipe Scarlet et, avec le soutien de Kamito et des autres, est en mesure de convoquer à nouveau Georgios. Son but en entrant dans la Blade Dance est de retrouver ses capacités d'élémentaliste. En raison de son manque d'entraînement au combat, elle ne peut pas entrer en combat direct sauf pour invoquer et envoyer Georgios. Après avoir appris à invoquer son esprit, elle est également capable de lancer le sort connu sous le nom de « Save the Queen », qui établit une zone qui protège ceux à l'intérieur des attaques ennemies, guérit les blessures et régénère les pouvoirs divins à travers le Saint Attribut. Elle agit en tant que guérisseuse de l'équipe mais elle doit être en contact cutané avec Kamito pour le guérir en raison de sa résistance à la magie sacrée, ce qu'elle fait très volontiers et avec anticipation. Alors qu'elle chérit les amis qui ne l'ont pas abandonnée, elle souhaite rester avec l'équipe Scarlet car ils l'ont pleinement acceptée, même après avoir découvert qu'elle feignait initialement d'être une élémentaliste – d'autant plus qu'elle est très amoureuse de Kamito.

### Esprits
Terminus Est (テルミヌス・エスト, Teruminusu Esuto)
Voix japonaise : Ai Kakuma (en) 
Est est le deuxième esprit avec lequel Kamito signe un contrat. En raison de sa culpabilité pour avoir conclu un esprit autre que Restia, le contrat n'a été que partiellement achevé et elle ne peut donc manifester que 10% de son pouvoir. Par conséquent, contrairement aux autres esprits, elle ne peut pas retourner à Astral Zero pour se recharger et passe donc beaucoup de temps à dormir sous forme d'épée pour récupérer ses forces. Cela signifie également que Kamito ne peut pas l'invoquer avec le sceau spirituel sur sa main car l'invocation ne fonctionne que si l'esprit est dans Astral Zero. Elle a de longs cheveux blancs, des yeux bleus et, sous forme humaine, semble avoir entre 12 et 13 ans. Elle est généralement stoïque, parle doucement dans un ton monotone, mais elle aime être félicitée et que Kamito lui tapote la tête. Est est particulièrement jalouse de Restia. Dans un effort pour « plaire » à Kamito, elle lit certains des livres classés X de Claire et porte des costumes aguicheurs de la collection de Fianna pour lui dire bonjour. Pour une raison quelconque, Est ne se considère pas nue tant que ses jambes sont couvertes. Généralement, elle se contente donc de porter des chaussettes lui montant jusqu'aux genoux.
Dans le passé, elle a passé un contrat avec Areishia Idriss, la Reine Sacrée qui a vaincu le Roi Démon. Toutefois, se capacité unique de destruction des malédictions s'est avérée être sa propre malédiction, transformant son porteur en cristal spirituel lors de son activation. Ceci est expliqué par le fait qu'elle n'est pas une véritable épée sacrée mais plutôt une épée démoniaque. Après des années de combats quotidiens, sa malédiction a finalement fait des ravages et, à sa grande horreur, Est a vu Areishia se transformer en cristal juste devant elle. Ensuite, elle s'est scellée dans l'arsenal du roi démon et a refusé de conclure un contrat avec qui que ce soit pour empêcher que la même chose ne se reproduise. Après que sa mémoire a été restaurée, ne voulant pas maudire Kamito aussi, elle s'est à nouveau scellée, mais il a refusé de dire qu'il accepterait sa malédiction et son destin même si cela conduisait un jour à sa propre destruction.
Restia Ashdoll (レスティア・アッシュドール, Resutia Asshudōru)
Voix japonaise : Yōko Hikasa
Le premier esprit avec lequel Kamito a signé un contrat. Elle a tout appris à Kamito, y compris sur le monde au-delà de l'Ecole Institutionnelle. Elle lui a donné des émotions et a formé un contrat spirituel avec lui sans sa permission. Après la destruction de l'Ecole Institutionnelle, Kamito a pris l'anneau de Sulaimon dans lequel elle a été scellée et a cherché un moyen de la libérer, le menant finalement à Greyworth qui s'est intéressée à lui et l'a aidé à la libérer de l'anneau. Ensuite, elle et Kamito ont participé à la Blade Dance, où il est devenu le plus fort Blade Dancer et a fait un vœu interdit, qui l'a corrompue et l'a faite disparaître. Il est révélé plus tard qu'elle était l'un des 72 piliers du premier roi démon et que son travail consiste à trouver, sélectionner et élever un candidat potentiel en tant que prochain roi démon si elle estime que cette personne est digne d'hériter du titre. Kamito est le premier candidat potentiel avec lequel elle est entrée en contact qui n'a pas été submergé par le pouvoir du roi démon. Sa personnalité est celle d'une jeune femme espiègle et attentionnée qui aime les farces, mais peut être très sérieuse lorsque la situation l'exige. Comme Est, elle se soucie beaucoup de Kamito et est jalouse qu'Est ait également passé un contrat avec Kamito. Le symbole de contrat de Restia n'est pas décrit mais est situé sur la main gauche de Kamito, qu'il recouvre généralement avec un gant en cuir. Comme il n'y a pas deux symboles de contrat spirituel identiques, cela pourrait révéler son identité en tant que Ren Ashbell dont le symbole du contrat spirituel est aussi connu qu'Ashbell.
Sa forme élémentaire est celle de l'épée qui perce la vérité, Vorpal Sword, qui ressemble à une épée noire avec un bord rouge. Son pouvoir spécial d'épée libère un puissant éclair noir et violet qui détruit presque tout ce qu'il touche. Sous forme humaine, elle peut disparaître dans les ombres et tirer toutes les plumes de ses ailes comme des fléchettes, bien que l'utilisation de ces dernières l'empêche de voler jusqu'à ce que ses ailes se rétablissent. Pour s'assurer qu'elle ne devienne pas « l'ennemie du monde », elle a demandé à Kamito de la tuer si elle devenait quelqu'un d'autre qu'elle-même.
Scarlet/Ortlinde (スカーレット/オルトリンデ, Sukāretto/Orutorinde)
Voix japonaise : Ibuki Kido
Scarlet est l'esprit féminin avec lequel Claire a passé un contrat, transmis au sein la famille Elstein et ne se liant qu'avec ceux de son choix. Scarlet prend généralement la forme d'un chat domestique rouge flamboyant ou, lorsqu'elle est sous forme d'objet, celle d'un fouet avec des attributs de feu. Il est révélé, plus tard, que Scarlet est en fait un puissant esprit de feu capable de prendre forme humaine, mais que son vrai nom, Ortlinde, a été oublié. Ortlinde, également connue sous le nom de Scarlet Valkyrie, apparaît comme une jeune fille chat vêtue de flammes qui brandit une faux de flamme et est capable de projeter des boules de feu immensément plus puissantes que celles de Claire. En raison de son isolement en tant que sœur cadette de Rubia, Claire a pris l'habitude de garder Scarlet dans le monde humain pour lui tenir compagnie. Scarlet aime Kamito parce qu'il la nourrit et Ortlinde le considère comme le maître de Claire à cause des rêves de Claire qui l'impliquent.
Fenrir (フェンリル, Fenriru)
Fenrir est un esprit à l'attribut glace qui a passé un contrat avec Rinslet Laurenfrost. Il prend la forme d'un loup blanc et argent aux yeux bleus. Fenrir est assez grand pour être monté par Rinslet. Sa forme d'objet est celle d'un arc argenté qui tire des flèches de glace. En plus de la magie de glace, Fenrir peut également « aspirer » des objets et les transporter dans une sorte de dimension de poche – Hammerspace – et les « recracher » plus tard, selon les besoins.
Simurgh (シムルグ, Shimurugu)
Simurgh est l'esprit du vent contracté d'Ellis qui prend la forme d'un grand faucon ou, sous sa forme d'objet, celle d'une lance. Étant un esprit du vent, Simurgh est capable d'agir de manière indépendante à de plus grandes distances que les autres esprits.
Georgios (en) (ゲオルギウス, Georugiusu)
Georgios est le Saint-Esprit qui a signé un contrat avec Fianna. Il prend la forme d'un chevalier brillant en armure intégrale, brandissant une épée et un bouclier. La forme objet de Georgios est celle d'une rapière de cérémonie. En tant que Saint-Esprit, il a une résistance extrême et peut infliger de graves dommages aux esprits des ténèbres. Georgios a été submergé par Rubia lorsque Fianna a essayé d'arrêter la trahison de Rubia, et en conséquence Fianna a été incapable de le convoquer jusqu'à ce que, trois ans plus tard, elle ait pu retrouver la force intérieure dont elle avait besoin grâce à Kamito. Contrairement à Claire et Rinslet, Fianna n'invoque pas Georgios pour la compagnie mais seulement quand c'est nécessaire.

### Empire Ordesién

#### Académie des Esprits Areishia
Greyworth Ciel Mais (グレイワース・シェルマイス, Gureiwāsu Sherumaisu)
Voix japonaise : Mai Nakahara
Greyworth est la principale et la directrice de l'Académie des Esprits Areishia et une ancienne membre des Numbers de l'Empire d'Ordesia, une organisation d'élites. Elle est également connue sous le nom de « Sorcière du Crépuscule ». Elle a l'apparence d'une belle femme d'une vingtaine d'années avec des cheveux blond cendré et des yeux gris. Elle a remporté la Blade Dance vingt-quatre ans avant le début de l'histoire grâce à l'aide de son esprit démoniaque, Void. Elle souhaitait l'immortalité et la jeunesse. Elle a rencontré Kamito peu de temps après qu'il a échappé à la destruction de l'Ecole Institutionnelle, lorsqu'il a été engagé pour la tuer. Elle l'a accueilli et l'a formé aux techniques d'épée qui lui ont permis de gagner la Blade Dance l'année suivante. Dans le présent, elle convoque Kamito à l'Académie des Esprits Areishia où elle l'inscrit en tant qu'étudiant transferé et le force à participer à l'actuelle Blade Dance.
Freya Grandol (フレイヤ・グランドル, Fureiya Gurandoru)
Voix japonaise : Yumi Kakazu
Freya est enseignante à l'Académie des Esprits Areishia. Elle est la conférencière principale de la Classe du Corbeau et une élémentaliste d'esprit de l'ombre. Elle est également la directrice de la Porte Astrale de l'académie. Elle semble être dans la vingtaine et a de longs cheveux noirs. Elle utilise sa capacité à voyager entre les ombres pour recueillir des informations pour Greyworth. En tant que membre de l'Agence de Recherche Spirituelle, Freya a voyagé et effectué des travaux sur le terrain à travers le continent.

### École Institutionnelle
L'école Institutionnelle était une académie secrète, dirigée par des personnes puissantes mais inconnues de l'Empire dans le but de former des enfants à devenir des assassins sans émotion. Les enfants élevés en son sein étaient généralement des orphelins, abandonnés pour diverses raisons ou enlevés. L'école a été détruite par un esprit de feu extrêmement puissant et les enfants qui n'ont pas été tués ou qui ne se sont pas échappés seuls ont été confiés à l'Empire d'Ordesia.
Muir Alenstarl (ミュア・アレンスタール, Myua Arensutāru)
Muir était le deuxième assassin le plus puissant de l'Ecole Institutionnelle après Kamito. Elle est née dans un petit village à la frontière de l'Empire. Même si elle n'était pas de sang noble, on a découvert qu'elle possédait la capacité de passer un contrat avec les esprits et pour cela, elle était chérie. Le jour de son quatrième anniversaire, elle a été présentée à l'esprit gardien du village dans l'espoir de conclure un contrat avec lui et de permettre ainsi au village de prospérer. Inconnue des villageois, la capacité de Muir avait pour seul objet de rendre les esprits qu'elle rencontrait furieux. En conséquence, l'esprit gardien s'est déchaîné et a détruit le village et lui-même dans le processus. Muir a été abandonnée et reprise par l'Ecole d'Institutionnelle, où elle n'a appris que des techniques de tueuse, qu'elle exécutait à l'aide de son sceau d'armement maudit appelé « le Vice du Bouffon », qui lui permet dans une certaine mesure de contrôler les esprits qu'elle rencontre, et elle est devenue connu comme un monstre. Elle a une personnalité enfantine et aime faire les choses à sa guise sans égard pour autrui. Puisqu'elle est née avec un pouvoir que le monde rejette, elle a choisi de rejeter le monde à son tour et est impitoyable contre ceux qui s'opposent à sa volonté, à l'exception de Kamito. Muir est presque obsédée par Kamito après qu'il a essayé de se lier d'amitié avec elle lorsqu'elle est arrivée à l'Ecole Institutionnelle et que quand elle a refusé son amitié, il lui a proposé de la considérer comme une sœur cadette.
Lily Flame (リリィ・フレイム, Riryi Fureimu)
Lily est une assassin Elfim avec des cheveux vert jade, des yeux rouges et des oreilles pointues. Elle a été classée sixième plus forte à l'Ecole Institutionnelle et a travaillé en étroite collaboration avec Muir et Kamito, ayant la charge de la collecte d'informations. Lily a passé un contrat avec Titania, un esprit végétal disposant de nombreux types de poisons pour épuiser les adversaires touchés par ses épines.
À la suite de la destruction de l'École d'Institutionnelle, Lily a été retrouvée par Rubia Elstein et lui a juré fidélité. Non seulement Rubia valorisait ses capacités, mais elle traitait Lily comme une personne digne de respect plutôt que comme un outil jetable. Deux ans plus tard, elle a retrouvé Muir, puis est devenue membre de la Team Inferno.
Jio Inzagi (ジオ・インザーギ, Jio Inzāgi)
Voix japonaise : Yoshitsugu Matsuoka
Jio était un orphelin qui a été élevé à l'Ecole Institutionnelle. Il a les cheveux couleur acier tendant vers l'orange – noirs dans le light novel – et les yeux rouges à la peau foncée. Bien qu'il ait suivi la même formation que Kamito, ses capacités étaient inférieures – il était surclassé à la fois par Muir et par Kamito – et il n'avait pas la capacité de communiquer et de former un contrat avec un esprit. Jio a une personnalité hautaine et arrogante. Il considère les esprits comme des outils jetables à utiliser et à jeter comme des ordures. Il ne tient ses promesses ou sa parole que selon ses envies et est prêt à les briser et à abandonner n'importe qui sur un coup de tête, en rétorquant que la faute revient à ceux qui ont eu l'idiotie de lui faire confiance.
Après la destruction de l'Ecole Institutionnelle, Jio s'est avéré avoir la capacité de maintenir de nombreux sceaux spirituels dans son corps – sous forme de tatouages – et de les commander en utilisant une pierre de sang – là où la plupart des gens ne survivraient à plus de quelques sceaux –. Il est extrêmement jaloux de la position de Kamito en tant que prochain roi démon et tente de le vaincre à l'aide diverses astuces visant à faire croire qu'il possède le pouvoir du roi démon, afin de « prouver » qu'il est le successeur légitime et non l'erstaz qu'il est en réalité. Après sa défaite, Jio est envoyé à la prison de Balsas.

### Maison Laurenfrost
Judia Laurenfrost (ユーディア・ローレンフロスト, Yūdia Rōrenfurosuto)
Elle est la deuxième fille de Gryus Laurenfrost et la sœur cadette de Rinslet. Elle a pris la place de Rinslet pour faire une danse honorant le Seigneur Elémentaire de l'Eau, Iseria Seaward, mais a commis une erreur et a été emprisonnée dans la glace éternelle en punition. Aucun utilisateur d'Esprit de l'eau n'a pu faire fondre la glace et aucune offrande n'a suffi à faire pardonner Judia. Se sentant coupable d'avoir laissé Judia prendre sa place dans la danse, Rinslet veut gagner la Blade Dance pour faire exaucer son souhait que Judia soit pardonnée et libérée.
Il s'avère que Judia n'a pas fait d'erreur, mais que pendant sa danse elle a attitré l'attention des ténèbres qui rendaient les Seigneurs Elémentaires fous. Une part de Ténèbres a profité du rituel pour la contrôler. Incapable de protéger Judia de la corruption, Iseria l'a figée pour l'empêcher d'invoquer le reste des Ténèbres dans le monde humain. Kamito parvient à utiliser Est pour libérer Judia des ténèbres, mais les dommages causés à son corps et à son esprit sont inconnus et elle reste endormie.
Mirelle Laurenfrost (ミレーユ・ローレンフロスト, Mirēyu Rōrenfurosuto)
La plus jeune sœur de Rinslet, elle ressemble beaucoup à Rinslet quand elle avait son âge. Elle n'a encore montré aucun signe de formation d'un contrat spirituel.
Carol Nastassha (キャロル・ナスターシャ, Kyaroru Nasutāsha)
Voix japonaise : Manami Tanaka (en)
Elle est la femme de chambre personnelle de Rinslet Laurenfrost. Bien que Carol soit assez inutile en tant que femme de chambre, elle comprend très bien sa maîtresse et elle est toujours là pour soutenir Rinslet. Carol transmet souvent les vrais sentiments de sa maîtresse à Kamito lorsque Rinslet n'est pas honnête. Elle a un talent pour pousser Rinslet à prendre soin d'elle et à faire les tâches supposées être les siennes. Bien qu'elle n'ait montré aucune des compétences attendues pour une femme de chambre, elle semble être acceptée comme femme de chambre Laurenfrost au seul critère qu'elle est mignonne.

## Productions et supports

### Light novels
Seirei Tsukai no Blade Dance est une série de light novel écrite par Yū Shimizu avec des illustrations de Hanpen Sakura (volumes 1-14), Yuuji Nimura (14-16) et Kohada Shimesada (17-20). Le premier volume a été publié le 24 décembre 2010 sous MF Bunko J de Media Factory. Vingt tomes et un extra ont été publiés.

#### Liste des volumes
| no    | Japonais                                                                                 | Japonais          | Japonais          |
| no    | Titre                                                                                    | Date de sortie    | ISBN              |
| ----- | ---------------------------------------------------------------------------------------- | ----------------- | ----------------- |
| 1     | Seirei Tsukai no Kenbu ken to Gakuin to Hineko Shōjo (精霊使いの剣舞 剣と学院と火猫少女) | 24 décembre 2010  | 978-4-04-066677-8 |
| 2     | Seirei Tsukai no Kenbu 2 Rosuto Kuīn (精霊使いの剣舞２ ロスト・クイーン)                 | 25 février 2011   | 978-4-04-066678-5 |
| 3     | Seirei Tsukai no Kenbu 3 Kaze no Seiyaku (精霊使いの剣舞３ 風の誓約)                     | 25 mai 2011       | 978-4-04-066679-2 |
| 4     | Seirei Tsukai no Kenbu 4 Seireiken Maimatsuri (精霊使いの剣舞４ 精霊剣舞祭)              | 25 août 2011      | 978-4-04-066680-8 |
| 5     | Seirei Tsukai no Kenbu 5 Maō-goroshi no Seiken (精霊使いの剣舞５ 魔王殺しの聖剣)         | 25 novembre 2011  | 978-4-04-066681-5 |
| 6     | Seirei Tsukai no Kenbu 6 Tsuioku no Yami Seirei (精霊使いの剣舞６ 追憶の闇精霊)          | 24 février 2012   | 978-4-04-066682-2 |
| 7     | Seirei Tsukai no Kenbu 7 Saikyō no Tsurugimaihime (精霊使いの剣舞７ 最強の剣舞姫)        | 25 mai 2012       | 978-4-04-066683-9 |
| 8     | Seirei Tsukai no Kenbu 8 Kessen Zen'ya (精霊使いの剣舞８ 決戦前夜)                       | 24 août 2012      | 978-4-04-066684-6 |
| 9     | Seirei Tsukai no Kenbu 9 Kurosu Faia (精霊使いの剣舞９ クロス・ファイア)                 | 22 novembre 2012  | 978-4-04-066685-3 |
| 10    | Seirei Tsukai no Kenbu 10 Maō Kakusei (精霊使いの剣舞１０ 魔王覚醒)                      | 25 février 2013   | 978-4-04-066686-0 |
| 11    | Seirei Tsukai no Kenbu 11 Seirei-ō Ansatsu (精霊使いの剣舞１１ 精霊王暗殺)               | 25 juillet 2013   | 978-4-04-066687-7 |
| 12    | Seirei Tsukai no Kenbu 12 fū ken Kaihō (精霊使いの剣舞１２ 封剣解放)                     | 25 novembre 2013  | 978-4-04-066075-2 |
| 13    | Seirei Tsukai no Kenbu 13 Hihana no Joō (精霊使いの剣舞１３ 氷華の女王)                  | 25 avril 2014     | 978-4-04-066383-8 |
| 14    | Seirei Tsukai no Kenbu 14 Teito Dōran (精霊使いの剣舞14 帝都動乱)                        | 24 juillet 2015   | 978-4-04-066915-1 |
| 15    | Seirei Tsukai no Kenbu 15 Dorakunia no Ryūō (精霊使いの剣舞15 ドラクニアの竜王)          | 25 février 2016   | 978-4-04-068037-8 |
| 16    | Seirei Tsukai no Kenbu 16 Maō Gaisen (精霊使いの剣舞16 魔王凱旋)                         | 25 février 2017   | 978-4-04-068343-0 |
| Extra | Seirei Tsukai no Kenbu Seirei Butō-sai (精霊使いの剣舞 精霊舞踏祭)                       | 25 octobre 2017   | 978-4-04-069345-3 |
| 17    | Seirei Tsukai no Kenbu 17 Maō Toshi no Joō (精霊使いの剣舞17 魔王都市の女王)             | 24 février 2018   | 978-4-04-069740-6 |
| 18    | Seirei Tsukai no Kenbu 18 Teito Dakkan (精霊使いの剣舞18 帝都奪還)                       | 25 mai 2018       | 978-4-04-069922-6 |
| 19    | Seirei Tsukai no Kenbu 19 Seito Shōmetsu (精霊使いの剣舞19 聖都消滅)                     | 25 septembre 2018 | 978-4-04-065094-4 |
| 20    | Seirei Tsukai no Kenbu 20 Kyōmei no Hijiri Maken (精霊使いの剣舞20 共鳴の聖魔剣)         | 25 mars 2019      | 978-4-04-065630-4 |

### Manga
Une adaptation manga illustrée par Hyōju Issei paraît du 27 juin 2012 au 27 janvier 2017 dans le Monthly Comic Alive de Media Factory, puis compilée en six volumes reliés. Le premier volume est sorti le 23 février 2013 et le dernier le 23 mars 2017.

#### Liste des volumes
| no | Japonais                                            | Japonais        | Japonais          |
| no | Titre                                               | Date de sortie  | ISBN              |
| -- | --------------------------------------------------- | --------------- | ----------------- |
| 1  | Seirei Tsukai no Bureidodansu 1 (精霊使いの剣舞 １) | 23 février 2013 | 978-4-04-066804-8 |
| 2  | Seirei Tsukai no Bureidodansu 2 (精霊使いの剣舞 ２) | 23 août 2013    | 978-4-04-066805-5 |
| 3  | Seirei Tsukai no Bureidodansu 3 (精霊使いの剣舞 ３) | 22 mars 2014    | 978-4-04-066502-3 |
| 4  | Seirei Tsukai no Bureidodansu 4 (精霊使いの剣舞 ４) | 23 février 2015 | 978-4-04-066894-9 |
| 5  | Seirei Tsukai no Bureidodansu 5 (精霊使いの剣舞 ５) | 23 février 2016 | 978-4-04-068250-1 |
| 6  | Seirei Tsukai no Bureidodansu 6 (精霊使いの剣舞 ６) | 23 mars 2017    | 978-4-04-069124-4 |

### Anime
Lors de l'événement du festival d'été de Media Factory le 28 juillet 2013, la série fait partie des cinq adaptations de light novel en anime annoncées par MF Bunko J. L'adaptation en série télévisée animée par TNK a été diffusée du 14 juillet au 29 septembre 2014. Le thème d'ouverture a pour titre « Kyoumei no True Force » (共鳴のTrue Force, Sympathy's True Force) et est interprété par Hitomi Harada. La chanson du thème de fin est appelée « Blade Dance » (精霊剣舞祭（ブレイドダンス）, Bureido Dansu) et est interprété par Knee-Socks. Chaque sortie de blue-ray comprenait un court épisode spécial. Crunchyroll a diffusé la série en France de 2014 à 2017,.

#### Liste des épisodes
| No | Titre français                             | Titre japonais       | Titre japonais                | Date de 1re diffusion |
| No | Titre français                             | Kanji                | Rōmaji                        | Date de 1re diffusion |
| -- | ------------------------------------------ | -------------------- | ----------------------------- | --------------------- |
| 1  | L'épée, l'académie et la féline des enfers | 剣と学院と火猫少女   | Ken to Gakuen to Hineko Shōjo | 14 juillet 2014       |
| 2  | Blade Dance en pleine nuit                 | 真夜中の剣舞         | Mayonaka no Bureido Dansu     | 21 juillet 2014       |
| 3  | L'épée sacrée tueuse du roi-démon          | 魔王殺しの聖剣       | Maō-Goroshi no Seiken         | 28 juillet 2014       |
| 4  | La plus forte des Blade Dancers            | 最強の剣舞姫         | Saikyō no Bureido Dansā       | 4 août 2014           |
| 5  | Lost Queen                                 | 口ストクイーン       | Rosuto Kuīn                   | 11 août 2014          |
| 6  | Le successeur du roi démon                 | 魔王の後継者         | Maō no Kōkeisha               | 18 août 2014          |
| 7  | La bataille de la ville minière            | 鉱山都市の戦い       | Kōzan Toshi no Tatakai        | 25 août 2014          |
| 8  | Team Scarlet !                             | チーム・スカーレット | Chīmu Sukāretto               | 1er septembre 2014    |
| 9  | La promesse du vent                        | 風の誓約             | Kaze no Seiyaku               | 8 septembre 2014      |
| 10 | Les Sylphides                              | 風王騎士団           | Shirufīdo                     | 15 septembre 2014     |
| 11 | Le soir de la Saint-Valentia               | ヴァレンティアの夜   | Varentia no Yoru              | 22 septembre 2014     |
| 12 | Ren Ashbell                                | レン・アッシュベル   | Ren Asshuberu                 | 29 septembre 2014     |

#### Œuvres
Light novel
1. 1 2  (ja) « 精霊使いの剣舞 剣と学院と火猫少女 », sur mfbunkoj.jp (consulté le 4 avril 2021).
2. 1 2  (ja) « 精霊使いの剣舞２ ロスト・クイーン », sur mfbunkoj.jp (consulté le 4 avril 2021).
3. 1 2  (ja) « 精霊使いの剣舞３ 風の誓約 », sur mfbunkoj.jp (consulté le 4 avril 2021).
4. 1 2  (ja) « 精霊使いの剣舞４ 精霊剣舞祭 », sur mfbunkoj.jp (consulté le 4 avril 2021).
5. 1 2  (ja) « 精霊使いの剣舞５ 魔王殺しの聖剣 », sur mfbunkoj.jp (consulté le 4 avril 2021).
6. 1 2  (ja) « 精霊使いの剣舞６ 追憶の闇精霊 », sur mfbunkoj.jp (consulté le 4 avril 2021).
7. 1 2  (ja) « 精霊使いの剣舞７ 最強の剣舞姫 », sur mfbunkoj.jp (consulté le 4 avril 2021).
8. 1 2  (ja) « 精霊使いの剣舞８ 決戦前夜 », sur mfbunkoj.jp (consulté le 4 avril 2021).
9. 1 2  (ja) « 精霊使いの剣舞９ クロス・ファイア », sur mfbunkoj.jp (consulté le 4 avril 2021).
10. 1 2  (ja) « 精霊使いの剣舞１０ 魔王覚醒 », sur mfbunkoj.jp (consulté le 4 avril 2021).
11. 1 2  (ja) « 精霊使いの剣舞１１ 精霊王暗殺 », sur mfbunkoj.jp (consulté le 4 avril 2021).
12. 1 2  (ja) « 精霊使いの剣舞１２ 封剣解放 », sur mfbunkoj.jp (consulté le 4 avril 2021).
13. 1 2  (ja) « 精霊使いの剣舞１３ 氷華の女王 », sur mfbunkoj.jp (consulté le 4 avril 2021).
14. 1 2  (ja) « 精霊使いの剣舞14 帝都動乱 », sur mfbunkoj.jp (consulté le 4 avril 2021).
15. 1 2  (ja) « 精霊使いの剣舞15 ドラクニアの竜王 », sur mfbunkoj.jp (consulté le 4 avril 2021).
16. 1 2  (ja) « 精霊使いの剣舞16 魔王凱旋 », sur mfbunkoj.jp (consulté le 4 avril 2021).
17. 1 2  (ja) « 精霊使いの剣舞 精霊舞踏祭 », sur mfbunkoj.jp (consulté le 4 avril 2021).
18. 1 2  (ja) « 精霊使いの剣舞17 魔王都市の女王 », sur mfbunkoj.jp (consulté le 4 avril 2021).
19. 1 2  (ja) « 精霊使いの剣舞18 帝都奪還 », sur mfbunkoj.jp (consulté le 4 avril 2021).
20. 1 2  (ja) « 精霊使いの剣舞19 聖都消滅 », sur mfbunkoj.jp (consulté le 4 avril 2021).
21. 1 2  (ja) « 精霊使いの剣舞20 共鳴の聖魔剣 », sur mfbunkoj.jp (consulté le 4 avril 2021).

Manga
1. 1 2  (ja) « 精霊使いの剣舞　１ », sur comic-alive.jp (consulté le 4 avril 2021).
2. 1 2  (ja) « 精霊使いの剣舞　２ », sur comic-alive.jp (consulté le 4 avril 2021).
3. 1 2  (ja) « 精霊使いの剣舞　３ », sur comic-alive.jp (consulté le 4 avril 2021).
4. 1 2  (ja) « 精霊使いの剣舞　４ », sur comic-alive.jp (consulté le 4 avril 2021).
5. 1 2  (ja) « 精霊使いの剣舞　５ », sur comic-alive.jp (consulté le 4 avril 2021).
6. 1 2  (ja) « 精霊使いの剣舞　６ », sur comic-alive.jp (consulté le 4 avril 2021).